# Achterberg (Niederlande)

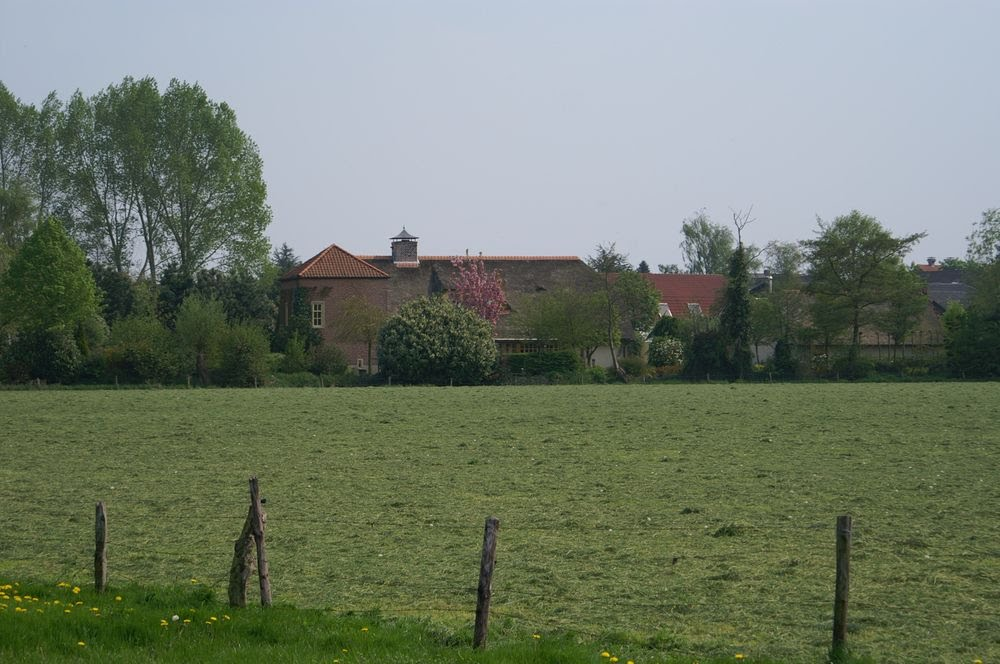
Alter Bauernhof in Achterberg

Achterberg ist ein Dorf in der niederländischen Gemeinde Rhenen, Provinz Utrecht. Im Jahr 2024 lebten 1.650 Personen in diesem Ort.
Achterberg ist ein landwirtschaftliches Dorf mit monumentalen Bauernhöfen und liegt in der Nähe vom Nationalpark Utrechtse Heuvelrug.
Bei Achterberg wurde 1938 ein bedeutender spätantiker Depotfund geborgen. Die Schlacht am Grebbeberg im Mai 1940 hat u. a. hier stattgefunden (der Grebbeberg liegt südlich von Achterberg).